# François de Lévis de Ventadour
François de Lévis de Ventadour  (mort à Bordeaux le décembre 1535) est un ecclésiastique qui fut évêque de Tulle de 1516 à sa mort.

## Biographie
François est issu de la famille de Lévis-Ventadour. Il est le fils cadet de Louis de Lévis († 1521), baron de La Voulte et de Blanche de Ventadour († 1482). Bachelier en droit et droit canon, il est également protonotaire apostolique et prieur de Saint-Michel-des-Anges. Après la mort de Clément de Brillac le siège épiscopal de Tulle est disputé entre l'élu du chapitre Gilles de La Tour de la famille des vicomtes de  Turenne et François de Lévis, nommé par le pape Léon X en 1516. Le litige se termine le 29 mai 1517 lorsque François de Lévis est confirmé par l'archevêque de Bourges. Il devient également commendataire de l'abbaye d'Aubazine et de celle de La Valette. Pendant son épiscopat le diocèse est ravagé par la peste. L'évêque s'oppose également au roi François Ier qui après son retour de sa captivité à Madrid veut imposer une dîme au clergé de France pour solder sa rançon. Il meurt à Bordeaux en décembre 1535.

## Héraldique
Ses armoiries sont : d'or à trois chevrons de sable. 